# 1872 en baseball
Chronologie du baseball
Baseball en 1871 - Baseball en 1872 - Baseball en 1873
Les faits marquants de l'année 1872 en Baseball

## Champions
22 octobre : Les Boston Red Stockings remportent le 2e championnat des États-Unis organisé par la National Association of Professional Base Ball Players avec 39 victoires et 8 défaites.
| National Association |                           |      |      |        |      |
| Rang                 | Club                      | Vic. | Déf. | % vic. | GB   |
| 1er                  | Boston Red Stockings      | 39   | 8    | .830   | --   |
| 2e                   | Baltimore Lord Baltimores | 35   | 19   | .648   | 7.5  |
| 3e                   | New York Mutuals          | 34   | 20   | .630   | 8.5  |
| 4e                   | Philadelphia Athletics    | 30   | 14   | .682   | 7.5  |
| 5e                   | Troy Haymakers            | 15   | 10   | .600   | 13.0 |
| 6e                   | Brooklyn Atlantics        | 9    | 28   | .243   | 25.0 |
| 7e                   | Cleveland Forest Citys    | 6    | 16   | .273   | 20.5 |
| 8e                   | Middletown Mansfields     | 5    | 19   | .208   | 22.5 |
| 9e                   | Brooklyn Eckfords         | 3    | 26   | .103   | 27.0 |
| 10e                  | Washington Olympics       | 2    | 7    | .222   | 18.0 |
| 11e                  | Washington Nationals      | 0    | 11   | .000   | 21.0 |

## Naissances
- 2 janv. : Pop Rising
- 12 janv. : Togie Pittinger
- 3 févr. : Lou Criger
- 3 mars : Willie Keeler
- 24 mars : Kip Selbach
- 10 mai : Klondike Douglass
- 23 mai : Deacon Phillippe
- 14 juin : Doc Parker
- 6 août : Sam Mertes
- 15 août : John Warner
- 5 sept. : Al Orth
- 25 sept. : Fred Odwell
- 3 oct. : Fred Clarke
- 6 oct. : Jack Dunn
- 5 déc. : Pink Hawley
- 9 déc. : Cy Seymour
- 25 déc. : Ted Lewis